# Fichtenhaus
Fichtenhaus, früher häufiger Schmierhaus genannt, ist ein Weiler im Ortsteil Gründelhardt der Gemeinde Frankenhardt im Landkreis Schwäbisch Hall im Nordosten Baden-Württembergs.

## Geographische Lage
Der Weiler Fichtenhaus liegt etwa zweieinhalb Kilometer nordöstlich der Ortsmitte von Gründelhardt auf etwa 420 m ü. NHN am Rand der linken Aue der Speltach zum Hügelwald Hörle, an welchen seine nördlichen Häuser angrenzen. Etwa 150 Meter von den südlichen entfernt zieht die dort von der anderen Seite den Betzenbach aufnehmende Speltach vorbei.
Ort und weitere Umgebung liegen naturräumlich gesehen im Unterraum Burgberg-Vorhöhen und Speltachbucht der Schwäbisch-Fränkischen Waldberge. Im Untergrund steht Gipskeuper (Grabfeld-Formation) an, südlich von der Speltach her reicht die sehr flache Auensedimentzone des Flusses fast bis an die ersten Häuser.

## Beschreibung
Der Weiler hat ein knappes Dutzend Hausnummern und wenige Nebengebäude, sie stehen in Reihe entlang der Kreisstraße im Süden und der von dieser her erschließenden Stichstraße. Im Westen und im Osten grenzen Äcker an, im Süden in der Überschwemmungsau Wiesen.

## Geschichte
Der Ort wurde 1797 gegründet, um dort das Harz des nahen Fichtenwaldes zu verwerten und Wagenschmiere zu erzeugen, möglicherweise an der Stelle eines in früherer Zeit erwähnten Siedlungsplatzes „Zur Fiechten“. Eine historische Karte aus dem Jahre 1838 zeigt den Ortsnamen. 1884 war der Ort ein Gehöft mit drei Häusern und hatte 41 Einwohner.

## Verkehr und Tourismus
Fichtenhaus liegt an der Kreisstraße K 2665, die von Oberspeltach herab die Speltach in etwas Abstand begleitet und gut hundert Meter nach dem letzten Haus in die L 1066 Gründelhardt–Crailsheim einmündet. Es hat zwei Haltestellen an der Linie 62 Crailsheim–Obersontheim des Kreisverkehrs Schwäbisch Hall, die an Werktagen in jeder Richtung knapp ein Dutzend Mal bedient werden, hinzu kommen wenige Ab- und Rückfahrten des nur lokalen Schülerverkehrs.